# Ветро-холодовой индекс
Ветро-холодовой индекс — способ измерения жёсткости погоды, то есть субъективного ощущения человека при одновременном воздействии на него мороза и ветра.
Жёсткость погоды по ветро-холодовому индексу рассчитывается следующим образом: к температуре воздуха в градусах цельсия прибавляется скорость ветра, помноженная на коэффициент жёсткости. Для удобства использования различные комбинации температуры воздуха и скорости ветра собирают в таблицу жёсткости погоды по ветро-холодовому индексу (см. ниже).

## История
Выработка первых эмпирических формул и таблиц вызвано стремлением вооружённых сил США подготовить своих солдат для холодной европейской зимы во время Второй мировой войны. Они обратились к полярным исследователям Полу Сайплу и Чарльзу Пасслу, которые во время второй антарктической экспедиции Ричарда Бэрда (1939–1941) зимой 1941 года провели ряд экспериментов. Они наблюдали скорость замерзания воды в зависимости от температуры воздуха и скорости ветра. Температура воздуха во время эксперимента колебалась от –56 °C до –9 °C, скорость ветра от нуля до 12 м/с. 
Учёные получили формулу
{\displaystyle WCT=33+(0{,}478+0{,}237\cdot {\sqrt {v}}-0{,}0124\cdot v)\cdot (T-33)}

## Таблица значений ветро-холодового индекса
| Скорость ветра                                                                        | Скорость ветра     | Скорость ветра     | Температура воздуха (°C), измеренная в укрытии от ветра, солнца и влаги (т. е. в метеорологической будке) | Температура воздуха (°C), измеренная в укрытии от ветра, солнца и влаги (т. е. в метеорологической будке)   | Температура воздуха (°C), измеренная в укрытии от ветра, солнца и влаги (т. е. в метеорологической будке)   | Температура воздуха (°C), измеренная в укрытии от ветра, солнца и влаги (т. е. в метеорологической будке)   | Температура воздуха (°C), измеренная в укрытии от ветра, солнца и влаги (т. е. в метеорологической будке)   | Температура воздуха (°C), измеренная в укрытии от ветра, солнца и влаги (т. е. в метеорологической будке)   | Температура воздуха (°C), измеренная в укрытии от ветра, солнца и влаги (т. е. в метеорологической будке)   | Температура воздуха (°C), измеренная в укрытии от ветра, солнца и влаги (т. е. в метеорологической будке)   | Температура воздуха (°C), измеренная в укрытии от ветра, солнца и влаги (т. е. в метеорологической будке)   | Температура воздуха (°C), измеренная в укрытии от ветра, солнца и влаги (т. е. в метеорологической будке)   | Температура воздуха (°C), измеренная в укрытии от ветра, солнца и влаги (т. е. в метеорологической будке)   | Температура воздуха (°C), измеренная в укрытии от ветра, солнца и влаги (т. е. в метеорологической будке)   | Температура воздуха (°C), измеренная в укрытии от ветра, солнца и влаги (т. е. в метеорологической будке)   |
| км/ч                                                                                  | м/с                | миль/ч             | +10,0 | +5,0 | −0,0 | −5,0 | −10,0 | −15,0 | −20,0 | −25,0 | −30,0 | −35,0 | −40,0 | −45,0 | −50,0 |
| ------------------------------------------------------------------------------------- | ------------------ | ------------------ | --- | --- | --- | --- | --- | --- | --- | --- | --- | --- | --- | --- | --- |
| 0,0                                                                                   | 0,0                | 0,0                | +10,0 | +5,0 | −0,0 | −5,0 | −10,0 | −15,0 | −20,0 | −25,0 | −30,0 | −35,0 | −40,0 | −45,0 | −50,0 |
| 5,0                                                                                   | 1,4                | 3,1                | +9,8 | +4,1 | −1,6 | −7,3 | −12,9 | −18,6 | −24,3 | −30,0 | −35,6 | −41,3 | −47,0 | −52,6 | −58,3 |
| 10,0                                                                                  | 2,8                | 6,2                | +8,6 | +2,7 | −3,3 | −9,3 | −15,3 | −21,2 | −27,2 | −33,2 | −39,2 | −45,1 | −51,1 | −57,1 | −63,0 |
| 15,0                                                                                  | 4,2                | 9,3                | +7,9 | +1,7 | −4,4 | −10,6 | −16,7 | −22,9 | −29,1 | −35,2 | −41,4 | −47,6 | −53,7 | −59,9 | −66,1 |
| 20,0                                                                                  | 5,6                | 12,4               | +7,4 | +1,1 | −5,2 | −11,6 | −17,9 | −24,2 | −30,5 | −36,8 | −43,1 | −49,4 | −55,7 | −62,0 | −68,3 |
| 25,0                                                                                  | 6,9                | 15,5               | +6,9 | +0,5 | −5,9 | −12,3 | −18,8 | −25,2 | −31,6 | −38,0 | −44,5 | −50,9 | −57,3 | −63,7 | −70,2 |
| 30,0                                                                                  | 8,3                | 18,6               | +6,6 | +0,1 | −6,5 | −13,0 | −19,5 | −26,0 | −32,6 | −39,1 | −45,6 | −52,1 | −58,7 | −65,2 | −71,7 |
| 35,0                                                                                  | 9,7                | 21,7               | +6,3 | −0,4 | −7,0 | −13,6 | −20,2 | −26,8 | −33,4 | −40,0 | −46,6 | −53,2 | −59,8 | −66,4 | −73,1 |
| 40,0                                                                                  | 11,1               | 24,9               | +6,0 | −0,7 | −7,4 | −14,1 | −20,8 | −27,4 | −34,1 | −40,8 | −47,5 | −54,2 | −60,9 | −67,6 | −74,2 |
| 45,0                                                                                  | 12,5               | 28,0               | +5,7 | −1,0 | −7,8 | −14,5 | −21,3 | −28,0 | −34,8 | −41,5 | −48,3 | −55,1 | −61,8 | −68,6 | −75,3 |
| 50,0                                                                                  | 13,9               | 31,1               | +5,5 | −1,3 | −8,1 | −15,0 | −21,8 | −28,6 | −35,4 | −42,2 | −49,0 | −55,8 | −62,7 | −69,5 | −76,3 |
| 55,0                                                                                  | 15,3               | 34,2               | +5,3 | −1,6 | −8,5 | −15,3 | −22,2 | −29,1 | −36,0 | −42,8 | −49,7 | −56,6 | −63,4 | −70,3 | −77,2 |
| 60,0                                                                                  | 16,7               | 37,3               | +5,1 | −1,8 | −8,8 | −15,7 | −22,6 | −29,5 | −36,5 | −43,4 | −50,3 | −57,2 | −64,2 | −71,1 | −78,0 |
| 65,0                                                                                  | 18,1               | 40,4               | +4,9 | −2,1 | −9,1 | −16,0 | −23,0 | −30,0 | −36,9 | −43,9 | −50,9 | −57,9 | −64,8 | −71,8 | −78,8 |
| 70,0                                                                                  | 19,4               | 43,5               | +4,7 | −2,3 | −9,3 | −16,3 | −23,4 | −30,4 | −37,4 | −44,4 | −51,4 | −58,5 | −65,5 | −72,5 | −79,5 |
| 75,0                                                                                  | 20,8               | 46,6               | +4,6 | −2,5 | −9,6 | −16,6 | −23,7 | −30,8 | −37,8 | −44,9 | −51,9 | −59,0 | −66,1 | −73,1 | −80,2 |
| 80,0                                                                                  | 22,2               | 49,7               | +4,4 | −2,7 | −9,8 | −16,9 | −24,0 | −31,1 | −38,2 | −45,3 | −52,4 | −59,5 | −66,6 | −73,7 | −80,8 |
| 90,0                                                                                  | 25,0               | 55,9               | +4,1 | −3,1 | −10,2 | −17,4 | −24,6 | −31,8 | −39,0 | −46,1 | −53,3 | −60,5 | −67,7 | −74,9 | −82,0 |
| 100,0                                                                                 | 27,8               | 62,1               | +3,9 | −3,4 | −10,6 | −17,9 | −25,1 | −32,4 | −39,6 | −46,9 | −54,1 | −61,4 | −68,6 | −75,9 | −83,1 |
| Опасность для здоровья согласно «индексу охлаждения» (канадская шкала)                |                    |                    | | | | | | | | | | | | | |
| RC > 0,0                                                                              | RC > 0,0           | RF > +32,0         | RF > +32,0                                                                                                | Риск обморожения или переохлаждения отсутствует                                                             | Риск обморожения или переохлаждения отсутствует                                                             | Риск обморожения или переохлаждения отсутствует                                                             | Риск обморожения или переохлаждения отсутствует                                                             | Риск обморожения или переохлаждения отсутствует                                                             | Риск обморожения или переохлаждения отсутствует                                                             | Риск обморожения или переохлаждения отсутствует                                                             | Риск обморожения или переохлаждения отсутствует                                                             | Риск обморожения или переохлаждения отсутствует                                                             | Риск обморожения или переохлаждения отсутствует                                                             | Риск обморожения или переохлаждения отсутствует                                                             | Риск обморожения или переохлаждения отсутствует                                                             |
| −10,0 < RC ≤ 0,0                                                                      | −10,0 < RC ≤ 0,0   | +14,0 < RF ≤ +32,0 | +14,0 < RF ≤ +32,0                                                                                        | Небольшой риск обморожения                                                                                  | Небольшой риск обморожения                                                                                  | Небольшой риск обморожения                                                                                  | Небольшой риск обморожения                                                                                  | Небольшой риск обморожения                                                                                  | Небольшой риск обморожения                                                                                  | Небольшой риск обморожения                                                                                  | Небольшой риск обморожения                                                                                  | Небольшой риск обморожения                                                                                  | Небольшой риск обморожения                                                                                  | Небольшой риск обморожения                                                                                  | Небольшой риск обморожения                                                                                  |
| −28,0 < RC ≤ −10,0                                                                    | −28,0 < RC ≤ −10,0 | −18,4 < RF ≤ +14,0 | −18,4 < RF ≤ +14,0                                                                                        | Небольшой риск обморожения и переохлаждения                                                                 | Небольшой риск обморожения и переохлаждения                                                                 | Небольшой риск обморожения и переохлаждения                                                                 | Небольшой риск обморожения и переохлаждения                                                                 | Небольшой риск обморожения и переохлаждения                                                                 | Небольшой риск обморожения и переохлаждения                                                                 | Небольшой риск обморожения и переохлаждения                                                                 | Небольшой риск обморожения и переохлаждения                                                                 | Небольшой риск обморожения и переохлаждения                                                                 | Небольшой риск обморожения и переохлаждения                                                                 | Небольшой риск обморожения и переохлаждения                                                                 | Небольшой риск обморожения и переохлаждения                                                                 |
| −40,0 < RC ≤ −28,0                                                                    | −40,0 < RC ≤ −28,0 | −40,0 < RF ≤ −18,4 | −40,0 < RF ≤ −18,4                                                                                        | Средний риск переохлаждения и обморожения открытых участков кожи в течение 10—30 минут                      | Средний риск переохлаждения и обморожения открытых участков кожи в течение 10—30 минут                      | Средний риск переохлаждения и обморожения открытых участков кожи в течение 10—30 минут                      | Средний риск переохлаждения и обморожения открытых участков кожи в течение 10—30 минут                      | Средний риск переохлаждения и обморожения открытых участков кожи в течение 10—30 минут                      | Средний риск переохлаждения и обморожения открытых участков кожи в течение 10—30 минут                      | Средний риск переохлаждения и обморожения открытых участков кожи в течение 10—30 минут                      | Средний риск переохлаждения и обморожения открытых участков кожи в течение 10—30 минут                      | Средний риск переохлаждения и обморожения открытых участков кожи в течение 10—30 минут                      | Средний риск переохлаждения и обморожения открытых участков кожи в течение 10—30 минут                      | Средний риск переохлаждения и обморожения открытых участков кожи в течение 10—30 минут                      | Средний риск переохлаждения и обморожения открытых участков кожи в течение 10—30 минут                      |
| −48,0 < RC ≤ −40,0                                                                    | −48,0 < RC ≤ −40,0 | −54,4 < RF ≤ −40,0 | −54,4 < RF ≤ −40,0                                                                                        | Высокий риск переохлаждения и обморожения открытых участков кожи в течение 5—10 минут                       | Высокий риск переохлаждения и обморожения открытых участков кожи в течение 5—10 минут                       | Высокий риск переохлаждения и обморожения открытых участков кожи в течение 5—10 минут                       | Высокий риск переохлаждения и обморожения открытых участков кожи в течение 5—10 минут                       | Высокий риск переохлаждения и обморожения открытых участков кожи в течение 5—10 минут                       | Высокий риск переохлаждения и обморожения открытых участков кожи в течение 5—10 минут                       | Высокий риск переохлаждения и обморожения открытых участков кожи в течение 5—10 минут                       | Высокий риск переохлаждения и обморожения открытых участков кожи в течение 5—10 минут                       | Высокий риск переохлаждения и обморожения открытых участков кожи в течение 5—10 минут                       | Высокий риск переохлаждения и обморожения открытых участков кожи в течение 5—10 минут                       | Высокий риск переохлаждения и обморожения открытых участков кожи в течение 5—10 минут                       | Высокий риск переохлаждения и обморожения открытых участков кожи в течение 5—10 минут                       |
| −55,0 < RC ≤ −48,0                                                                    | −55,0 < RC ≤ −48,0 | −67,0 < RF ≤ −54,4 | −67,0 < RF ≤ −54,4                                                                                        | Очень высокий риск переохлаждения и обморожения открытых участков кожи в течение 2—5 минут                  | Очень высокий риск переохлаждения и обморожения открытых участков кожи в течение 2—5 минут                  | Очень высокий риск переохлаждения и обморожения открытых участков кожи в течение 2—5 минут                  | Очень высокий риск переохлаждения и обморожения открытых участков кожи в течение 2—5 минут                  | Очень высокий риск переохлаждения и обморожения открытых участков кожи в течение 2—5 минут                  | Очень высокий риск переохлаждения и обморожения открытых участков кожи в течение 2—5 минут                  | Очень высокий риск переохлаждения и обморожения открытых участков кожи в течение 2—5 минут                  | Очень высокий риск переохлаждения и обморожения открытых участков кожи в течение 2—5 минут                  | Очень высокий риск переохлаждения и обморожения открытых участков кожи в течение 2—5 минут                  | Очень высокий риск переохлаждения и обморожения открытых участков кожи в течение 2—5 минут                  | Очень высокий риск переохлаждения и обморожения открытых участков кожи в течение 2—5 минут                  | Очень высокий риск переохлаждения и обморожения открытых участков кожи в течение 2—5 минут                  |
| RC ≤ −55,0                                                                            | RC ≤ −55,0         | RF ≤ −67,0         | RF ≤ −67,0                                                                                                | Опасно! Крайне высокий риск переохлаждения и обморожения открытых участков кожи менее чем в течение 2 минут | Опасно! Крайне высокий риск переохлаждения и обморожения открытых участков кожи менее чем в течение 2 минут | Опасно! Крайне высокий риск переохлаждения и обморожения открытых участков кожи менее чем в течение 2 минут | Опасно! Крайне высокий риск переохлаждения и обморожения открытых участков кожи менее чем в течение 2 минут | Опасно! Крайне высокий риск переохлаждения и обморожения открытых участков кожи менее чем в течение 2 минут | Опасно! Крайне высокий риск переохлаждения и обморожения открытых участков кожи менее чем в течение 2 минут | Опасно! Крайне высокий риск переохлаждения и обморожения открытых участков кожи менее чем в течение 2 минут | Опасно! Крайне высокий риск переохлаждения и обморожения открытых участков кожи менее чем в течение 2 минут | Опасно! Крайне высокий риск переохлаждения и обморожения открытых участков кожи менее чем в течение 2 минут | Опасно! Крайне высокий риск переохлаждения и обморожения открытых участков кожи менее чем в течение 2 минут | Опасно! Крайне высокий риск переохлаждения и обморожения открытых участков кожи менее чем в течение 2 минут | Опасно! Крайне высокий риск переохлаждения и обморожения открытых участков кожи менее чем в течение 2 минут |
| Примечание: Риск обморожения может резко возрастать при скорости ветра более 50 км/ч. |                    |                    | | | | | | | | | | | | | |